# Тура (приток Туры)
Тура — река в Кушвинском городском округе Свердловской области России. Длина составляет 18 км

## Описание
Река берёт начало на восточном склоне водораздельного хребта, формирующего бассейны рек Серебряной, впадающей в Чусовую, и Туры. Исток находится в трёх километрах западнее железнодорожного остановочного пункта Хребет-Уральский. В двух километрах южнее от истока реки находится исток Туры (Долгой). Течёт, петляя, в общем юго-восточном направлении через елово-берёзовый лес. У места слияния с Турой (Долгой) находится посёлок Азиатская.
Устье находится в 1016 км по левому берегу реки Туры (Долгой).
Относится к Иртышскому бассейновому округу. Код водного объекта: 14010501212111200004367.